# یواس‌اس اینگرسول (دی‌دی-۶۵۲)
یواس‌اس اینگرسول (دی‌دی-۶۵۲) (به انگلیسی: USS Ingersoll (DD-652)) یک کشتی بود که طول آن ۱۱۴٫۷ متر (۳۷۶ فوت) بود. این کشتی در سال ۱۹۴۳ ساخته شد.